# Hans Schumacher (Fußballspieler)
Hans Schumacher  (* 25. Juli 1945; † 18. April 2000) war ein deutscher Fußballspieler. Für Rot-Weiß Oberhausen absolvierte der Stürmer in der Fußball-Bundesliga 71 Spiele und erzielte dabei 15 Tore.

## Karriere
Der von TB Eickel zu Eintracht Gelsenkirchen gekommene Angreifer gehörte in der Saison 1969/70 deren Meistermannschaft in der Verbandsliga Westfalen, Gruppe 1 an, welche mit 56:4 Punkten überlegen den Titel vor SV Arminia Gütersloh und damit auch den Aufstieg in die Regionalliga West erreicht hatte.
Schumacher wechselte im Sommer 1970 nach dem Aufstieg von Eintracht Gelsenkirchen in die Bundesliga, zu Rot-Weiß Oberhausen, wo auch noch Spieler wie Reiner Hollmann, Uwe Kliemann, Wolfgang Sühnholz und Klaus Witt als weitere Neuzugänge unterschrieben hatten. Er gab unter Trainer Alfred Preißler sein Debüt und absolvierte 19 Spiele, mit 6 Torerfolgen in seiner ersten Saison. Obwohl sein Mannschaftskollege Lothar Kobluhn Torschützenkönig wurde, konnte die Liga zum Saisonabschluss 1971 ausschließlich wegen der besseren Tordifferenz zu den Kickers Offenbach gehalten werden. Es folgte ein 15. Platz in der Abschlusstabelle, bevor in der Saison 1972/73 der Abstieg folgte. Schumacher spielte mit RWO ein Jahr in der Regionalliga, bevor die 2. Bundesliga 1974 eingeführt wurde. In der 2. Bundesliga folgte seine letzte Spielzeit.